# Paul Pelliot

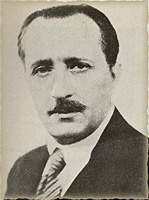
Paul Pelliot

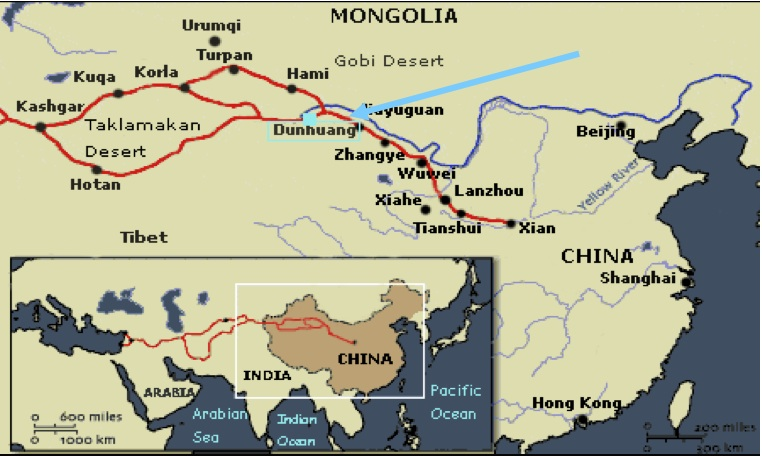
Pelliot Mission Plan

Paul Eugène Pelliot (* 28. Mai 1878 in Paris; † 26. Oktober 1945 ebenda) war ein französischer Sinologe und Zentralasienforscher. Er leitete mehrere archäologische Expeditionen nach Zentralasien und wurde im Zuge seiner Forschungen zum Gründer der mongolischen Geschichtsforschung, der Mongolistik. Er war Schüler von Sylvain Lévi.

## Leben und Wirken
Der Sinologe Erich Haenisch schildert Pelliot in seinem Nachruf 1951 als einen Wissenschaftler mit herausragender Verstandes- und Urteilsschärfe, der über ein schier unvorstellbares, universelles Wissen verfügt habe. Er habe außerdem jede Sprache leicht gelernt und ihm seien nur selten Irrtümer unterlaufen. In seinem Arbeitsbereich „Ost- und Innerasien“ habe er zuverlässige Grundlagen für eine mögliche Zusammenschau der kulturellen Entwicklung, der Geschichte und Sprache dieses Gebietes geliefert.
Pelliot sei schon als 22-jähriger junger Mann berühmt gewesen, erwähnte Haenisch. Ursprünglich wollte er in den diplomatischen Dienst und studierte zunächst Englisch an der Sorbonne, dann Mandarin-Chinesisch an der École des Langues Orientales Vivantes. Den dreijährigen Kurs absolvierte er in nur zwei Jahren und fand die Aufmerksamkeit des Sinologen und Professors am Collège de France Édouard Chavannes, der ihn protegierte. Weitere Lehrer waren der Sanskrit-Forscher Sylvain Lévi und H. Dordier. 1900 ging er nach Hanoi und forschte an der École d'Extrême-Orient (EFEO). Von hier aus hielt er sich auch in Peking auf, um dort schriftliche Quellen zu finden und zu studieren. Er war mit anderen Ausländern und Diplomaten in Peking während des Boxeraufstands eingeschlossen und wurde nach der Rückkehr nach Hanoi wegen Tapferkeit mit dem Orden der Ehrenlegion ausgezeichnet. Er besorgte während der Belagerung Nahrung, wobei ihm seine sehr guten Chinesisch-Kenntnisse zugutekamen, und eroberte bei den Kämpfen eine Fahne. 1901 wurde er Professor für Chinesisch am EFEO. 1904 kehrte er nach Frankreich zurück um 1905 am Orientalistenkongress in Algier teilzunehmen.

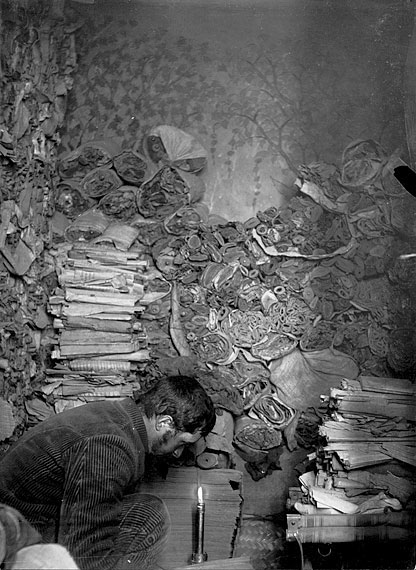
Pelliot zwischen den Manuskripten in der Grotte Nr. 163 von Mogao.

Ab 1906 unternahm Pelliot im Auftrag der Französischen Regierung in Turkestan Grabungen und Forschungen in der Gegend, in der zwischen 1894 und 1908 schon Sven Hedin und Aurel Stein sensationelle Funde gemacht hatten. Auch preußische, russische und englische Expeditionen hielten sich zeitgleich dort auf. Er wurde begleitet vom Armeearzt Louis Vaillant und dem Photographen Charles Nouette. Außerdem lernte er in Samarkand Carl Gustaf Emil Mannerheim kennen und erlaubte ihm, ihn auf seiner Expedition zu begleiten. Dabei war ihm bewusst, dass Mannerheim ein russischer Spion war und er ließ sich als Ausgleich eine Bezahlung, eine Kosakeneskorte und die Benutzung der transkaspischen Eisenbahn Russlands zusichern. Auf der eigentlichen Expedition trennten sich ihre Wege aber bald. Pelliot erhielt dabei in den 15 Meilen südwestlich von Dunhuang entfernt liegenden Mogao-Grotten Zugang zu einer großen handschriftlichen Bibliothek des Abtes Wang Yuanlu. Daraus hatte zuvor schon Aurel Stein Manuskripte erworben, Pelliot konnte aber im Gegensatz zu Stein klassisches Chinesisch und weitere der Sprachen der Texte und konnte so eine sehr viel fundiertere Auswahl treffen. Er verbrachte dort drei Wochen im April 1908 mit der Auswahl der Manuskripte und kaufte sie dem Abt für 500 Tael ab. Am 24. Oktober 1909 traf er wieder in Paris ein.
Die Texte waren in Chinesisch, Tibetanisch und weiteren zentralasiatischen Sprachen verfasst. Ihre Entstehungszeit wurde ins 4./5. Jahrhundert n. Chr. datiert. Dieser Fund machte ihn berühmt. Er hat darüber – außer in zwei Arbeiten zusammen mit E. Chavannes – nichts weiter veröffentlicht. Der genaue Report, den Pelliot aus dem Gedächtnis über die Bibliothek und seine Funde verfasste und der bei seiner Rückkehr in Paris bekannt wurde, stieß dort zunächst auf Unglauben. Pelliot hatte für jedes der einzelnen Manuskripte nur wenige Minuten bei seiner schnellen Durchsicht im April 1908, besaß aber ein exzellentes Gedächtnis. Man warf ihm Verschwendung öffentlicher Gelder und Ankauf gefälschter Manuskripte vor. Einen seiner Kritiker schlug Pelliot auf einem Banquet 1910, was zu einem gerichtlichen Nachspiel führte. Schließlich erhielt er Unterstützung durch Aurel Stein.
1911 erhielt er einen für ihn geschaffenen Lehrstuhl der Sprachen und Geschichte Zentralasiens am Collège de France. Während des Ersten Weltkriegs war er als Militärattaché in Peking. 1921 wurde er zum Mitglied der Académie des Inscriptions et Belles-Lettres gewählt. Er war ferner Ehrenmitglied der Deutschen Morgenländischen Gesellschaft und gab ab 1920 bis zu seinem Tod 1945 die erste, 1890 gegründete, internationale Fachzeitschrift für Sinologie mit dem Namen T'oung Pao heraus. Seit 1922 war er korrespondierendes Mitglied der Russischen Akademie der Wissenschaften, seit 1931 der British Academy und seit 1934 ausländisches Mitglied der Königlich Niederländischen Akademie der Wissenschaften. Die Académie royale des Sciences, des Lettres et des Beaux-Arts de Belgique nahm ihn 1936 als assoziiertes Mitglied auf.
Pelliot wurde nach dem Krieg Mitglied der Société asiatique und veröffentlichte in den beiden Zeitschriften T'oung Pao und Journal Asiatique eine Vielzahl von Artikeln, in denen er auch hohe Maßstäbe für die bibliographische, textliche und linguistische Kompetenz von Sinologen forderte. In seinen Chinesischkursen, so berichtete der Asienwissenschaftler Denis Sinor ließ er Studenten ohne Vorkenntnisse mit einem Wörterbuch einen Text übersetzen und überschüttete sie mit seinen detaillierten Kommentaren. Er rügte auch Kollegen für fehlerhafte Kenntnisse. Sein Kollege Hellmut Wilhelm bezeichnete ihn als „Polizisten der Sinologie“.
Pelliot stand für die klassische Kombination zwischen Sprache und Geschichte in der Sinologie. Auf heftige Kritik aus anderen Fachbereichen der Gesellschafts- und Kulturwissenschaften reagierte er verletzt und abwehrend.
1945 starb er an Krebs.

## Rezeption
Außer einer Vielzahl von Veröffentlichungen, zum Beispiel in den Fachzeitschriften T'oung Pao und Journal asiatique, gibt es von Pelliot keine zusammenfassenden, auswertenden Darstellungen seiner Ausgrabungen und Sprachforschungen. Er hinterließ eine Reihe von Aufsätzen und Notizen zur Auswertung für andere Forscher. Eine erste posthume Veröffentlichung war die Textrekonstruktion und Übersetzung des Yuanchao mishi 元朝秘史 (Texte über die Geheime Geschichte der Mongolen). Er habe als erster Sinologe, so Haenisch, darin ein zusammenhängendes Textstück im mongolischen Wortlaut wiederhergestellt. Es stehe ihm deshalb zu, Gründer der mongolischen Geschichtsforschung genannt zu werden. Der Turkologe Poppe und der Asienwissenschaftler Sinor bewerteten die Arbeit Pelliots nicht so hoch wie Haenisch.
Pelliots Kommentar zu dieser Übersetzung ist verloren gegangen, im Nachlass finden sich dazu nur "mongolische Notizen". Möglicherweise geben sie näheren Aufschluss. Von der Deutschen Morgenländischen Gesellschaft wurde 1951 angeregt, den Nachlass auszuwerten. Man brauche auch nach dem Tod Pelliots in der Sinologie seine führende Hand.
Ende der 1940er Jahre wurde Pelliot in China aufgrund des Entwendens von chinesischen Kulturgütern als "Krimineller" angesehen.
Pelliot hatte auch einen Namen in der Marco-Polo-Forschung. Seine Aufzeichnungen dazu wurden postum herausgegeben.

## Würdigung
Im Musée Guimet in Paris ist eine Galerie nach ihm benannt.

## Schriften (Auswahl)

### Autor
Aufsätze
- mit Édouard Chavannes: Un traité manichéen retrouvé en Chine. In: Société asiatique (Hrsg.): Journal Asiatique, 1911, S. 499–617; 1913, S. 99–199, 261–392, ISSN 0021-762X
- Les influences iraniennes en Asie Centrale et en Extrême-Orient. In: René Mabillon. Revue d'Histoire et de Littérature Religieuses N.S., 3 (1912), S. 97–119, ISSN 0035-3620
- Mo-ni et manichéens. In: Journal Asiatique, 1914, S. 461–470, ISSN 0021-762X
- "Le 'Cha-tcheou-tou-fou-t'ou-king' et la colonie sogdienne de la région du Lob Nor. In: Journal Asiatique, 1916, S. 111–123, ISSN 0021-762X
- mit Gino Borghezio, Henri Masse und Eugène Tisserant: Les Mongols et la Papauté. Documents nouveaux. In: Revue de l'Orient chrétien 3e sér. 3 (23), 1922/23, S. 3–30; 4(24), 1924, S. 225–335; 8(28), 1931, S. 3–84.
- Les traditions manichéennes au Foukien. In: T'oung Pao, Bd. 22 (1923), S. 193–208.
- Neuf notes sur des questions d'Asie Centrale. In: T'oung Pao, Bd. 24 (1929), S. 201–265.

Bücher
- Histoire Secrète des Mongols. Restitution du texte mongol et traduction française des chapitres I à VI. Oeuvres posthumes de Paul Pelliot 1, Librairie d'Amérique et d'Orient, Adrien-Maisonneuve. Paris 1949.
- Les Débuts de l'imprimerie en Chine. Oeuvres posthumes de Paul Pelliot 4. Librairie d'Amérique et d'Orient, Adrien-Maisonneuve. Paris 1953
- Louis Hambis (Hrsg.): Notes on Marco Polo. Klincksieck, Paris 1959/63 (posthum)
- Recherches sur les chrétiens d'Asie centrale et d'Extrême-Orient I. Imprimerie Nationale, Paris 1973.
- Antonino Forte (Hrsg.): L'inscription nestorienne de Si-ngan-fou. Scuola di studi sull'Asia orientale, Kyoto 1996, ISBN 2-85757-056-2.

### Herausgeber
- Meou-tseu, ou les doutes levés. In: T'oung Pao, Bd. 19 (1920), S. 255–433.[12]
- mit Robert Gauthiot: Le sûtra des causes et des effets du bien et du mal. Edité‚ et traduit d'après les textes sogdien, chinois et tibétain. Paris 1920 (2 Bände)

## Sekundärliteratur
- Erich Haenisch: Paul Pelliot (28. Mai 1878 bis 26. Oktober 1945). Zeitschrift der Deutschen Morgenländischen Gesellschaft, Jg. 101, 1951, S. 9–10.
- Nicole Vandier-Nicolas, Monique Maillard: Les Grottes de Touen-houang. Herausgegeben vom Collège de France, Paris 1981. (Mit Notizen von Pelliot.)
- Hartmut Walravens: Paul Pelliot (1878-1945): his life and works: A Bibliography. Indiana University, Research Institute for Inner Asian Studies, 2001.
- Drège, Jean-Pierre/Zink, Michel/Pinault, Georges-Jean/Will, Pierre-Etienne/Scherrer-Schaub (Hg.): Paul Pelliot, de l'histoire à la légende. Colloque international, Collège de France et Académie. Erschienen bei Académie des Inscriptions et Belles-Lettres 2013.
- Eric Tamm, The Horse That Leaps Through Clouds: A Tale of Espionage, the Silk Road and the Rise of Modern China, Vancouver: Douglas & Mcintyre 2010